# جزيرة أبو قهر (ميدي)

تعديل مصدري - تعديل

جزيرة أبو قهر هي إحدى جزر مديرية ميدي التابعة لمحافظة حجة.